# 공의식
공의식(孔義植, 1970년 9월 26일 ~ )은 KBO 리그 전 태평양 돌핀스, 현대 유니콘스, 쌍방울 레이더스의 외야수이다. 1997년 김광림 선수를 상대로 강영수와 함께 쌍방울 쌍방울로 1:2 트레이드된 후 같은 해 은퇴하였다. 프로계를 떠나 모교인 충암고등학교 감독을 역, 한중대학교 감독이었다.

## 출신학교
- 1977년 ~ 1983년 : 충암초등학교
- 1983년 ~ 1986년 : 충암중학교
- 1986년 ~ 1989년 : 충암고등학교
- 1989년 ~ 1993년 : 동국대학교 (1999학번)